# Спенс, Лью
Льюис Спенс (англ. Lewis Spence; 29 июня 1920, Седархерст, Нью-Йорк — 9 января 2008, Лос-Анджелес, Калифорния) — американский автор песен.
Спенс получил небольшое формальное музыкальное образование и подростком руководил танцевальной группой в своем родном городе. Он играл на фортепиано и пел в двадцать с небольшим, но не публиковал ни одной песни, пока ему не исполнилось почти 30 лет. Большую часть своей карьеры он писал мелодии, но ближе к концу 1950-х посвятил себя в основном написанию текстов песен.
Среди самых известных песен Спенса была «Nice ’n’ Easy», записанная Фрэнком Синатрой; Спенс написал мелодию, а Алан и Мэрилин Бергман написали текст. Песня была номинирована на три премии Грэмми в 1960 году, включая запись года. Его мелодия «That Face» была впервые записана Фредом Астером в 1957 году и была исполнена им на Another Evening with Fred Astaire (1959); позже песня была записана Розмари Клуни и Барброй Стрейзанд, среди прочих. Он также написал стандарты «Half as Lovely (Twice as True)», «If I Had Three Wishes», «Love Looks So Well on You» и «So Long My Love». Песни Спенса были записаны Дином Мартином, Тони Беннеттом, Пегги Ли, Нэтом Кингом Коулом, Джонни Матисом, Бингом Кросби, Билли Экстайном и Диной Шор.
Спенс написал песни с Бертоном Лейном для мюзикла в 1980-х годах, но проект так и не был завершен.